# Stano Radič
Stano Radič (Kalinovo, 7 mei 1955 – Bratislava, 8 april 2005) was een Slowaaks komiek, acteur, scenarioschrijver, moderator en redacteur. 
Radič was getrouwd met Iveta Radičová, die later premier van Slowakije werd.
- Library of Congress Control Number: no2016120797
- Nationale Bibliotheek van Tsjechië: mzk2005279223
- Virtual International Authority File: 84615942
- WorldCat: E39PBJhMkH9y7yVwkXcxH66Frq